# Френ Дрешер
Фре́нсін Джой Дре́шер (англ. Francine Joy Drescher; нар. 30 вересня 1957) — американська акторка, комедіантка, телеведуча, продюсер, сценарист, письменниця, співачка, політичний лобіст та благодійниця.

## Життєпис
Дрешер дебютувала в кіно 1977 року з невеликою роллю у фільмі «Лихоманка суботнього вечора» і надалі знялась у фільмах «Американський віск» і «Незнайомець у нашому домі» (1978).
У 1980-х роках, вона отримала більш широку популярність як комедійна акторка, знімаючись у голлівудських фільмах «Голлівудські лицарі» (1980), «Доктор Детройт» (1983), «Це - спинномозкова пункція» (1984), «Ультрависокої частоти» (1989), «Людина в кадилаку» (1990), а також почала кар'єру на телебаченні.
1991 року Дрешер отримала свою першу головну роль у телесеріалі «Принцеса», а 1993 року вона досягла світової популярності як творець і виконавиця головної ролі Френ Файн у власному комедійному серіалі «Няня», за роль у якому її було номіновано на дві «Еммі» і два «Золотих глобуса». Вона отримала подальшу популярність за ролі у фільмах «Джек» (1996), «Перукарка і чудовисько» (1997), «За шматочках» (2000) і посилила свій статус комедійної акторки із серіалами «Життя з Френ» (2005 — 2006) і «Щасливо розведені» (2011).
Вона поборола рак матки, під цим впливом написала книгу «Рак-Шмак» (англ. Cancer Schmancer) і заснувала однойменну організацію (Cancer Schmancer), мета якої — забезпечити раннє діагностування раку в жінок. Дрешер є активним захисником ЛГБТ меншин, а також відома як публічний дипломат з питань охорони здоров'я жінок США. Вона наразі живе в Малібу, штат Каліфорнія.